# Resolución 674 del Consejo de Seguridad de las Naciones Unidas
La Resolución 674 del Consejo de Seguridad de las Naciones Unidas, adoptada el 29 de octubre de 1990, tras recordar las resoluciones 660 (1990), 661 (1990), 662 (1990), 664 (1990), 665 (1990), 666 (1990), 667 (1990) y 670 (1990) sobre el tema del Irak, el Consejo condenó la situación persistente en el Kuwait ocupado después de la invasión iraquí el 2 de agosto de 1990, reafirmando el objetivo de la comunidad internacional de mantener la paz y la seguridad internacionales.

## Detalles
La resolución exigió en primer lugar que las fuerzas iraquíes cesaran y desistieran de tomar como rehenes a ciudadanos extranjeros, así como el maltrato de ciudadanos kuwaitíes, en violación de las decisiones del Consejo, la Cuarta Convención de Ginebra y el derecho internacional, invitaron a los Estados a recopilar información sobre las violaciones en su contra y poner esta información a disposición del Consejo. También exigió que Irak cumpliera con sus obligaciones bajo la Convención de Viena sobre Relaciones Diplomáticas y Relaciones Consulares, luego de que las fuerzas iraquíes atacaran las misiones diplomáticas de algunos países, y solicitó a Irak que permitiera la salida de ciudadanos extranjeros y funcionarios diplomáticos. El Consejo pidió además al Irak que rescindiera la supresión de la inmunidad diplomática y el cierre de las embajadas en el Kuwait ocupado.
En cuanto a las cuestiones humanitarias, la Resolución 674 afirmó que Irak debe garantizar el acceso a alimentos, agua y servicios básicos a la población civil de Kuwait, así como a los ciudadanos extranjeros y al personal diplomático. El Consejo recordó al Irak que es responsable de cualquier pérdida, daño o perjuicio que se produzca tras la invasión de Kuwait y terceros Estados, y los de sus ciudadanos y empresas. Al mismo tiempo, la resolución pidió a los Estados miembros que recopilaran información sobre las reclamaciones pertinentes de restitución e indemnización.
Tras señalar que el Consejo se ocupará del asunto hasta que Kuwait logre su independencia nuevamente, el Consejo solicitó al Secretario General Javier Pérez de Cuéllar, "haciendo uso de sus buenos oficios", que continúe realizando esfuerzos diplomáticos para llegar a una solución pacífica a la crisis, informando sobre los acontecimientos.
La resolución 674 fue la décima resolución adoptada sobre el conflicto, amenazando con "nuevas medidas" si fuera necesario. Fue la resolución más completa sobre el conflicto en materia humanitaria y fue aprobada por 13 votos contra ninguno, con dos abstenciones de Cuba y Yemen .